# Theridion murarium
Theridion murarium är en spindelart som beskrevs av James Henry Emerton 1882. Theridion murarium ingår i släktet Theridion och familjen klotspindlar. Inga underarter finns listade i Catalogue of Life.